# Palazzo Mengoni-Ferretti
Il palazzo Mengoni-Ferretti è un palazzo nobiliare di Ancona. 
Sorge sul lato nord-est di Piazza del Papa, all'angolo con la duecentesca porta di san Pietro.
Dal 1950 è la sede della Biblioteca comunale.

## Storia
Il palazzo venne costruito nel 1592 per opera del conte Cesare Ferretti, architetto militare della nobile casata cittadina. Fu il primo palazzo ad esser costruito nella piazza, eretto sul ciglio delle antiche mura duecentesche e adiacente alla porta di san Pietro. La nuova costruzione interessa anche l'antico fossato che entra a far parte dei piani seminterrati del palazzo, tanto che, nei sotterranei, si conservano ancora tratti delle mura del XIII secolo.
Nel 1690 l'edificio fu molto danneggiato da un terremoto, e in seguito fu ricostruito nelle forme attuali. A questo periodo risalgono gara parte delle decorazioni interne, fra le quali spiccano la camera dell'Alcova, con boiserie settecentesche e una sala al primo piano della piazza, col soffitto affrescato con prospettive illusionistiche architettoniche.
Nel 1949 il Comune acquistò il palazzo dalle contesse Mengoni-Ferretti, le quali donarono alla città anche l'archivio privato composto da circa 750 volumi tra libri e manoscritti.
Dal 1950 è sede della biblioteca comunale.

## La Biblioteca comunale Luciano Benincasa
Al 2007 possiede circa 145 000 stampe. Tra le opere più antiche sono 62 incunaboli del XV secolo e 2 600 libri del XVI secolo. Comprende anche 241 manoscritti musicali. Molto importante la parte dedicata alla storia comunale e delle Marche, sono infatti presenti fonti fondamentali.